# الانتخابات النيابية الأردنية 2003
عُقِدت الانتخابات النّيابيّة الأردنيّة للمجلس الرّابع عشر في تاريخ 17 يونيو عام 2003م، إذ توجّه النّاخبون إلى صناديق الاقتراع للإدلاء بأصواتهم؛ من أجل hختيار مجلسٍ نيابيٍ جديدٍ، وتُعدّ هذه الانتخابات الأولى في عهد الملك عبد الله الثاني بن الحسين منذُ استلامه الحكم عام 1999م، كما أنّها تكتسب أهميّة خاصّة؛ لأنّها تأتي بعد عدّة أحداث وهي، غزو العراق، الإعلان عن مشروع السّلام المعروف باسم خارطة الطّريق في الأراضي المُحتلّة، وقوع أحداث داخليّة دامية مثل أحداث مدينة معان، وقرار الأحزاب الإسلاميّة بخوض هذه الانتخابات.
إنّ انتخابات المجلس الرّابع عشر هي رابع انتخابات عامّة حدثت في الأردن مُنذ عودة الحياة البرلمانيّة عام 1989م، وكان يحقّ لحوالي مليونين و350 ألف ناخب في الأردن التّصويت من أصل خمسة ملايين نسمة، وقد تنافس 765 مُرشّحًا على 110 مقاعد، من بينها ستة مقاعدٍ مُخصّصةٍ للنّساء، و 12 مقعدًا للمسيحيّة والشّركس، وتسعة مقاعدٍ للبدو، كما شارك 60 مُرشّحًا من الأحزاب السّياسيّة، أمّا الباقين فقد كانوا مُستقلين.

## القوانين النّاظمة للعملية الانتخابيّة
تحدّدت الانتخابات النيابيّة للمجلس النّيابي الرابع عشر بموجب القانون المؤقّت رقم (34) لسنة 2001م، الذي تضمّن عدّة تعديلات على القانون السّابق أهمّها تخفيض سنّ النّاخب من 19 سنةً إلى 18 سنةً، منع أيّ مُرشّح من ترشيح نفسه إذا كان مُنتميًا لهيئةٍ أو تنظيمٍ سياسيّ غير أردنيّ، وزيادة عدد الدّوائر الانتخابيّة من 21 دائرةً إلى 45 دائرةً، وعدد المقاعد من 80 مقعدًا إلى 104 مقاعد ثمّ إلى 110 مقاعد بعد إقرار الكوتا النّسائيّة.
الهدف من زيادة عدد الدوائر من 21 مقعدًا إلى 45 مقعدًا، هو تلافي حدّة الانتقادات المُوجّهة لقانون الصّوت الواحد، وفيما يلي جدول يتضمّن توزيع الدّوائر الانتخابيّة:
| المنطقة الانتخابيّة | عمّان | إربد | الكرك | البلقاء | الزّرقاء | معان | عجلون | الطّفيلة | مأدبا | المفرق | جرش | العقبة | البادية |
| ------------------ | ---- | ---- | ----- | ------- | ------- | ---- | ----- | ------- | ----- | ------ | --- | ------ | ------- |
| عدد الدّوائر        | 7    | 9    | 6     | 4       | 4       | 3    | 2     | 2       | 2     | 1      | 1   | 1      | 3       |
| عدد المُرشّحين       | 165  | 129  | 57    | 63      | 89      | 28   | 42    | 33      | 37    | 18     | 32  | 13     | 59      |
| عدد المقاعد        | 23   | 16   | 10    | 10      | 10      | 4    | 4     | 4       | 4     | 4      | 4   | 2      | 9       |

تعرّض القانون المُطبّق في انتخابات المجلس النّيابيّ الرّابع عشر عام 2003م لعدّة انتقاداتٍ، خاصةً من قبل قوى المُعارضة السّاسيّة، الّتي رفضت مجموعة من نصوصه باعتبارها ستُفسح المجال أمام الحكومة للتّدخل وإخراج النّتائج حسب ما ترتضيه، وكان مثالًا على ذلك عدم اعتمادها عدد السّكان كمعيارٍ في عمليّة تحديد مقاعد الدّوائر الانتخابيّة، وهذا أحدث خللاً في مُعدّل تمثيل المقاعد بين دائرة وأُخرى، إذ أعطت بعضُ الدّوائر الصّغيرة ذات المقاعد المُعطاة للدّوائر الكبيرة، مثل لواء الأغوار الشّمالية في إربد؛ أُعطي مقعدًا لكلّ 50 ألف ناخبٍ، بينما في مناطقٍ أخرى كالكرك والطّفيلة ومعان، أُعطيت مقعدٌ لكلّ 15 ألف ناخبٍ، وفي منطقة عمّان كانت بعض الدّوائر تضمّ 250 ألف ناخبٍ، لها أربعة مقاعدٍ فقط.
انتُقد القانون من قِبل القطاع النّسائيّ أيضًا؛ بسبب عدم اعتماده وسائلٍ تضمنُ وصول المرأة إلى البرلمان خارج الكوتا، وبناءً على إخفاق المرأة في الوصول إلى البرلمان عن طريق المُنافسة أُصدر القانون رقم 11 لسنة 2003م، المُعدل لقانون الانتخابات رقم 34 لسنة 2001م، الذي نصّ على تخصيص كوتا نسائيّة تتكوّن من ستّة مقاعدٍ للنّساء الّلواتي لم ينجحنَ بالمُنافسة وحصلنَ على أعلى نسب أصوات من مجموع الأصوات في الدّوائر الّتي ترشحنَ عنها.

## سمات أعضاء مجلس النّواب الرّابع عشر
غالبية النّواب هم من الفئة العمريّة 41 - 60 عامًا، ويصل عددهم إلى 82 نائبًا من أصل 110 مقاعد وبنسبة 74.55% من مجموع الأعضاء، أمّا النواب الأقل من 41 عامًا وأكثر من 60 عامًا، بلغ عددهم 28 نائبًا وبنسبة 25.45%، كما كانت غالبية أعضاء المجلس من حملة درجة البكالوريوس، وحوالي الثّلث حاملين للشّهادات العُليا، وقد كان 53 نائباً من أصحاب الانتماءات النّقابيّة أيّ بنسبة 48.1% من مجموع الأعضاء، وكانت أعلى نسبة من المُهندسين والأطبّاء والمحامين، فبلغت 37% من المجموع الكلّي، أيّ 41 نائبًا من مجموع الأعضاء. مثّلت انتخابات المجلس النّيابيّ الرّابع عشر نقطة تحوّل في واقع مّشاركة المرأة في الحياة النّيابيّة، فقد ضمن لها القانون بالفوز المُؤكّد بالمقاعد النّيابيّة، من خلال تخصيص كوتا نسائيّة مُكوّنة من ستّة مقاعدٍ تعتمد على نسبة عدد الأصوات، للنساء الّلواتي لم يُحالفهن الحظّ بالفوز عن طريق المُنافسة على المقاعد النّيابيّة الباقية والبالغة 104 مقاعد، وكان ذلك باختيار أعلى ست نسب مئويّة بالنّسبة إلى مجموع الأصوات في كل دائرة، وقد بلغ عدد المُرشّحات في المجلس النّيابيّ الرّابع عشر 54 مرشحةً مُوزّعةً على 27 دائرةً انتخابيّة.

## أعضاء مجلس النّواب الرّابع عشر
تكوّن مجلس النّواب الرّابع عشر من 110 أعضاء، وقد ترأّس الدّورة غير العاديّة سعد هايل عودة السرور، كما ترأّس عبد الهادي عطا الله جعفر المجالي كل من الدّورة العاديّة الأولى، الدّورة العاديّة الثّانية، الدّورة العاديّة الثّالثة والدّورة العاديّة الرّابعة.

## روابط خارجيّة
- نتائج استطلاع "الاستراتيجية"حول تقييم أداء نواب الرابع عشر